# Фризо-саксонские диалекты

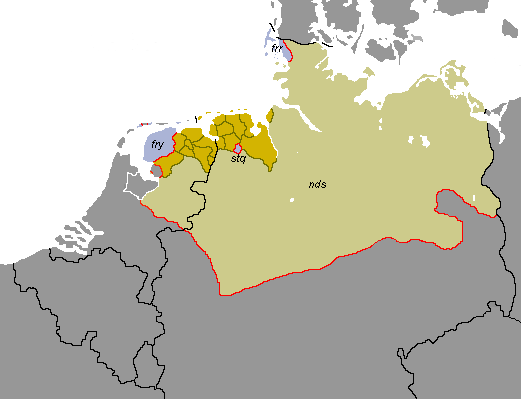
Нижненемецкий/Нижнесаксонский
Фризо-саксонские диалекты
Фризские языки

Фризо-саксонские диалекты — это собирательное название группы западно-германских диалектов, на которых говорят на побережье Северного моря в Нидерландах и Германии, в той области, которая исторически известна как Фризия. Хотя они являются формами нижненемецкого языка, речь идёт не о связной языковой группе или языковой семье: все эти диалекты, относящиеся к нескольким разным подгруппам, испытали сильное влияние фризских языков.

## Характеристика
Большинство фризо-саксонских диалектов употребляется в областях, которые исторически были фризоязычными, пока в позднем Средневековье фризский язык до XIX века не был вытеснен диалектами нижнесаксонского. Например, в Оммеландах до XV века говорили по-фризски, а в северо-западной Германии в Восточной Фризии на острове Вангероге говорили на диалекте восточнофризского языка до XX века. Когда нижнесаксонские диалекты заняли в тех областях господствующее положение, они подверглись сильному влиянию со стороны, в основном восточнофризского языка, например, восточнофризский и гронингенский диалекты нижнесаксонского, в то время как дитмаршенский диалект подвергся влиянию со стороны севернофризского языка.
Со стеллингверфским диалектом всё было наоборот: район Стеллингвервен был частью принадлежащей Утрехтсткому епископству области, именуемой Верхний Стихт, в которую входили Дренте, Оверэйссел и город Гронинген. Это был район нижнесаксонских диалектов, начиная с раннего Средневековья. И лишь значительно позже этот район был присоединён ко Фрисландии. Таким образом, стеллингверфский диалект подвергся фризскому влиянию извне, и то же самое относится в определённой степени к городскому гронингенскому диалекту города Гронинген. Почти все другие фризосаксонские языковые формы являются именно нижнесаксонскими диалектами, которые обосновались на фризском субстрате и, таким образом, находились под влиянием фризского языка.
По другую сторону от Фрисландии встречаются аналогичные фризо-франкские диалекты, которые являются формами нижнефранкского языка, находящимися на фризском субстрате (например, западнофрисландский, ватерландский и занский).

## Диалекты

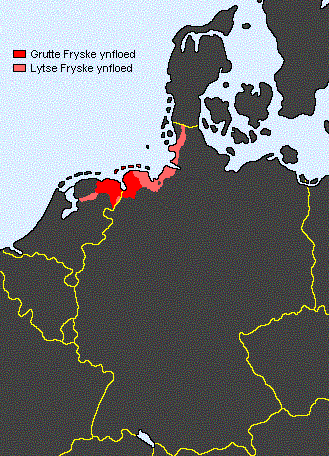
Область распространения фризо-саксонских диалектов.

К фризо-саксонским относятся следующие диалекты:
- Гронингенский
- Восточнофризский
- Североольденбургский
- Стеллингверфский (иногда считается Вестфальским)[2]